# Leon Goldensohn
Leon Goldensohn, född 19 oktober 1911 i New York, död 24 oktober 1961 i Tenafly i Bergen County, New Jersey, var en amerikansk psykiater. Från januari till juli 1946 övervakade han den mentala hälsan hos de 21 män som stod åtalade inför den internationella militärtribunalen i Nürnberg.
År 2004 publicerades The Nuremberg Interviews: An American Psychiatrist's Conversations with the Defendants and Witnesses, en sammanställning av de intervjuer Goldensohn företog. Robert Gellately är bokens redaktör. Året därpå utgavs den svenska översättningen Nürnbergrättegången: samtal med vittnen och anklagade.